# Izabela Mirus
Izabela Mirus (ur. 18 stycznia 1993 w Krakowie) – polska judoczka.

## Życiorys
Zawodniczka klubów: MKS CM Jordan Kraków (2006), TS Wisła Kraków (2007-2015). Brązowa medalistka mistrzostw Polski seniorek 2010 w kategorii do 57 kg. Ponadto m.in. mistrzyni Polski juniorek 2013. Siostra judoczki Barbary Mirus.